# سي هنري غوردون
سي هنري غوردون (بالإنجليزية: C. Henry Gordon)‏ مواليد 17 يونيو 1883 في نيويورك، نيويورك، الولايات المتحدة - الوفاة 3 ديسمبر 1940 في لوس أنجلوس، هو ممثل أمريكي بدأ مسيرته الفنية سنة 1922. ظهر في قرابة 79 فيلما. من أعماله إمرأة خبيرة.

## روابط خارجية
- سي هنري غوردون على موقع IMDb (الإنجليزية)
- سي هنري غوردون على موقع ألو سيني (الفرنسية)
- سي هنري غوردون على موقع أول موفي (الإنجليزية)
- سي هنري غوردون على موقع قاعدة بيانات برودواي على الإنترنت (الإنجليزية)
- سي هنري غوردون على موقع قاعدة بيانات الأفلام السويدية (السويدية)
- سي هنري غوردون على موقع إن إن دي بي (الإنجليزية)
- سي هنري غوردون على موقع قاعدة بيانات الفيلم (الإنجليزية)
- سي هنري غوردون على موقع كينوبويسك (الروسية)